# 牟宗三
牟 宗三（ぼう そうさん、1909年6月12日 - 1995年4月12日）は、中国の思想家・哲学者。
熊十力の影響を受け、唐君毅とともに、新儒家（現代新儒家）の代表的哲学者として活躍し、中国語圏の思想界に巨大な影響力を与えた。

## 生涯

### 出生から学生時代
1909年（宣統元年）6月12日、山東省登州府棲霞県で生まれた。祖籍は湖北省公安県。9歳より私塾で学び、11歳で新制の小学校で学んだ。15歳の時、棲霞県立中学に入学。1928年に北京大学予科を受験して合格。1930年に北京大学哲学系に進んだ。在学中に同大学で教えていた哲学者の張申府、金岳霖、熊十力と出会い、その影響を大いに受けた。特に熊十力の『新唯識論』には感銘を受け、長きにわたって師事した。1933年、北京大学を卒業。

### 大学卒業後、国共内戦終結まで
大学卒業後は、故郷の山東省に戻ってまずは寿張県鄉村師となった。1934年、国家社会党に入党。また同年に長男誕生。翌1935年、後に『周易的自然哲學與道徳涵義』と改題される処女作を出版した。以降、広州・學海書院、山東・鄒平村治学院、広西・梧州中学、南寧中学で教鞭をとった。
1937年、抗日戦争が激化。馮友蘭ら当時の中国の知識人に対して、強烈な反発を感じる。戦火を逃れ、雲南へと逃れながら、1941年には論理学の研究書を出版。1942年から1945年には、華西大学（成都）で教鞭をとった。
日中戦争終結後、1946年から1947年には南京の中央大学、金陵大学、江南大学、杭州の浙江大学などで教鞭をとった。しかし、1949年に大陸で共産党政権樹立が成立すると、台湾へと逃れた。

### 台湾移住後
1949年に渡った後、台湾師範学院、東海大学で教えた。『認識心之批判』脱稿。翌年、『道徳的理想主義』初版出版。1954年には、台湾教育部の要請を受けて学術審議委員を務めた。1955年、『歴史哲學』を出版。1960年、香港大学からの招聘に応じて中国哲学を講じた。香港を活動の拠点として、主著となる大部な研究書を続々と世に送り出した。1968年、香港大学から香港中文大学新亜書院哲学系主任に転じた。1974年、香港中文大学を退職し、以降は新亜書院に属した。その後は、台湾と香港を往復しながら様々な大学で講義を行った。
1995年4月12日、台湾・台北市にて死去。

## 思想
思想的立場としては、あくまでも儒学を主とし、新儒家を代表している。だが、儒学だけでなく中国の伝統思想全般にわたって体系的な再構成を行っており、また特にカント哲学を中心とする西洋哲学との比較と統合を最大の特徴としている。
儒学では特に孟子を重視し、儒学史全体を再構成しようとした。王陽明などに対する評価が高い一方で、程頤および朱熹の系統は儒学本来の趣旨から外れているとした。この学説は、中国思想研究者のなかでもさまざまな物議をかもしており、大きな影響を与えている。
老荘思想や仏教に関する著作も影響が大きいが、特に仏教に関しては、師である熊十力よりも、むしろ印順などの近代的な仏教研究を受け継ぎ、独自の体系を打ち立てた。教相判釈の問題に関しては、華厳宗ではなく天台宗の円教を最高のものとした点に、その特徴が見られる。
西洋哲学では、初期は論理実証主義の立場をとっており、論理学の専門家として活躍した。中期以降には、カント哲学の解釈に関して、大きな転回を見せた。そして、独自の哲学体系を打ち立てようとした。
カント哲学の精密な解釈の上に、中国思想の立場からのその超克の道を模索した代表的な仕事として、特徴ある訳語と注釈をもつ三批判書のきわめて直訳的な中国語訳とともに、独自の哲学的立場を示した主著『現象と物自体』がある。

## 著作

### 著書
- 《周易的自然哲學與道德涵義》
- 《認識心之批判》
- 《理則學》
- 《道德的理想主義》
- 《歴史哲學》
- 《名家與荀子》
- 《生命的學問》
- 《五十自述》
- 《才性與玄理》1963年
- 《心體與性體》1968年
- 《智的直覺與中國哲學》1971年
- 《現象與物自身》1975年
- 《佛性與般若》1977年
- 《時代與感受》
- 《從陸象山到劉蕺山》
- 《圓善論》

### 講演録
- 《中國哲學的特質》1963年
- 《中國哲學十九講》
- 《中西哲學之會通十四講》
- 《四因説演講録》

### 訳書
- 《康德的道德哲學》譯作（カント著『人倫の形而上学の基礎付け』『実践理性批判』の翻訳）
- 《康德「純粹理性之批判」》（カント著『純粋理性批判』の翻訳）
- 《康德「判斷力之批判」》（カント著『判断力批判』の翻訳）
- 《名理論》（ウィトゲンシュタイン著『論理哲学論考』の翻訳）

## 牟宗三に関する邦文文献
- 倪梁康著(石井剛訳)2001「牟宗三と現象学」『現代思想』第29/第17, 243-256頁.
- 戸田哲也2001「牟宗三：宋明理学の三系統説について」『アジア文化学科年報』4号, 追手門学院大学文学部アジア文化学会, 97-106頁.
- 朝倉友海2006「牟宗三における「生命の学問」」『死生学研究』8号, 東京大学大学院人文社会系研究科, 165-191頁.
- 中島隆博2007「新儒家と仏教：梁漱溟、熊十力、牟宗三」『思想』No.1001, 岩波書店.
- 林永強2008「生命の学問としての哲学：西田幾多郎と牟宗三」『理想』681号, 174-180頁.
- 朝倉友海2009「後期牟宗三における仏教的転回と京都学派」『死生学研究』11号, 東京大学大学院人文社会系研究科, 147-172頁.
- 朝倉友海2011「西田哲学と牟宗三の仏教的存在論」『『善の研究』の百年: 世界へ／世界から』京都大学出版会, 272-292頁.
- 朝倉友海2014『「東アジアに哲学はない」のか：京都学派と新儒家』岩波書店